# 线粒体外膜
线粒体外膜（英語：outer mitochondrial membrane，缩写为“OMM”）是位于线粒体最外围的一层全封闭的单位膜，是该细胞器的界膜。线粒体外膜厚度约为6-7nm，较线粒体内膜平整光滑。线粒体外膜中磷脂与蛋白质各自的总质量几乎相等，两者比例约为0.9:1（其中心磷脂与磷脂的质量比约为0.03:0.97），与真核细胞细胞膜的同一比例相近。线粒体外膜中的标志酶是单胺氧化酶，这种酶能阻止胺神经递质（如降肾上腺素和多巴胺）的作用。

## 功能
线粒体外膜不仅参与膜中磷脂的合成——因为它还包含参与诸如脂肪酸链延伸、肾上腺素氧化以及色氨酸生物降解等生化反应的酶类，线粒体外膜也能同时对那些将在线粒体基质中进行彻底氧化的物质先行初步分解。有研究发现，线粒体外膜中的分选和组装机器（sorting and assembly machinery，缩写为“SAM”）在外膜蛋白质的整合与组装中扮演了不可或缺的角色。

## 通透性
线粒体外膜中含有众多称为“孔蛋白”的整合蛋白，这些蛋白质拥有相对较大的内部通道（宽约2-3nm），这使线粒体外膜对分子量小于5000Da的分子完全通透。三磷酸腺苷（adenosine triphosphate，简称“ATP”）、烟酰胺腺嘌呤二核苷酸（nicotinamide adenine dinucleotide，简称“NAD”）、辅酶A（coenzyme A，简称“CoA”）等分子的分子量都小于1000Da，所以这些分子都能自由进出线粒体外膜。分子量大于上述限制的分子则需通过线粒体膜转运蛋白的主动运输来进出线粒体。细胞凋亡过程中，线粒体外膜对细胞色素c等多种存在于线粒体膜间间隙中的蛋白质的通透性增加。由于线粒体外膜的通透性非常高，所以线粒体膜间间隙的环境与细胞质基质的十分接近。